# Повелитель кукол против демонических игрушек
«Повелитель кукол против демонических игрушек» (англ. Puppet Master vs. Demonic Toys) — неканонический фильма ужасов на основе персонажей Дэвида Шмоеллера («Повелитель кукол») и Дэвид С. Гойера («Демонические игрушки»). Автор сценария — К. Кортни Джойнер, режиссёр Тед Николау. В этом фильме главные роли исполняют — Кори Фельдман в роли правнучатого племянника Андре Тулона и Ванесса Анхель в роли главы фабрики по производству игрушек. Это фильм снятый для телевидения, который дебютировал 18 декабря 2004 года на канале NBC Universal SyFy. Это также первый фильм из серии «Демонические игрушки», в котором мистер Статик отсутствует.

## Сюжет
В 2004 году куклы вместе с формулой оживления теперь принадлежат праправнуку Андре Тулону — Роберту Тулону и его дочери Александре. Роберт и его дочь собирают, чинят и делают куклы и марионетки, чтобы заработать себе на жизнь. С тех пор, как Роберт унаследовал марионетки своего прадеда, он пытается создать свое собственное зелье жизненной силы на основе записей из дневника Тулона. Однажды в канун Рождества Алекс и Роберт, наконец, придумали, как приготовить зелье и оживить кукол. Тулон объясняет пробудившимся марионеткам, кто он, и они быстро принимают своего нового хозяина.
Между тем, злобный производитель игрушек Эрика Шарп была избалованным ребёнком и отец, который владел фабрикой игрушек, готов был сделать для неё все. Когда она попросила у отца живых игрушек, он заключил сделку с демоном Баелом, чтобы получить живые игрушки в обмен на его душу. Игрушки, которые ему дали, были найдены в самых темных уголках ада. После смерти отца Эрики компания по производству игрушек переходит к ней. Она проводит небольшое исследование и раскрывает эпическую историю Андре Тулона и узнает о живых, верных марионетках, которые теперь находятся в руках её бывшего сотрудника, которого она уволила: Роберта Тулона. Установив за ними слежку, и после того, как Роберт и Алекс наконец нашли формулу и воплотили её в жизнь, она приказывает команде воров ворваться в резиденцию Тулон и забрать марионеток, но в результате драки мастерская поджигается и марионетки сгорают.
Роберт ремонтирует марионеток с новыми деталями и с новым мощным оружием, которое очень пригодится. У Эрики в рукаве есть ещё один злой план: с помощью некоего демона она массово продает демонические игрушки, которые снаружи кажутся безвредными, но на Рождество все игрушки проснутся и начнут убивать. Когда Баэль узнает об одержимости Эрики марионетками Роберта Тулона, он вспоминает, как много веков назад доктор по имени Жан Поль Тулон заключил с ним сделку, согласно которой он отдал свою душу за секреты алхимии, но после того, как Баэль пришел забрать душу, он забрел вглубь чёрного леса, заблудился и запутался в древнем дубе. Именно из этого дерева Андре Тулон вырезал своих первых кукол .
Роберт Тулон обнаруживает шпионскую камеру и думает, что воры, ворвавшиеся в его мастерскую, связаны с игрушками Шарпа, он идёт на фабрику, чтобы посмотреть, что происходит, там он попадает в засаду злой живой куклы — младенца по имени Бэби. По возвращении Тулон обнаруживает, что его дочь похищена. Роберт помогает дружелюбному полицейскому сержанту Джессике Рассел, которая на Рождество с марионетками врывается в игрушки Шарпа и вступает в последний бой с Эрикой Шарп и её демоническими миньонами, а также Тулоном и его верными марионетками. Демонические игрушки не выдерживают натиска марионеток, и их быстро уничтожают.
Роберт освобождает свою дочь из рук её злых похитителей, и на восходе солнца Эрика не выполняет своё обещание по доставке Алекса Тулона в Баел, поэтому вместо того, чтобы оживить игрушки, он возвращает Эрику в свое королевство в аду, где она становится его верной рабыней на всю вечность. После этого Пинхед был ранен. Спасая мир, тулонцы, их марионетки и Джессика отправляются навстречу восходу солнца, все поют и собираются на рождественский ужин. В конце Baby Oopsy Daisy каким-то образом выжила в колодце и говорит: «С Рождеством, моя задница, и с дерьмовым Новым годом!». Затем она выскакивает.

## В ролях
| Актёр            | Роль                    |
| ---------------- | ----------------------- |
| Кори Фельдман    | Роберт Тулон            |
| Даниэль Китон    | Александра Тулон        |
| Ванесса Энджел   | Эрика Шарп              |
| Сильвия Сувадова | сержант Джессика Рассел |
| Антон Фальк      | Баел                    |
| Николи Сотиров   | Юлиан                   |
| Рендан Рэмси     | Baby Oopsy Daisy        |

## Релиз на DVD
Фильм вышел на DVD 17 января 2006 года.